# Rasmus Gozzi
Rasmus Gozzi – szwedzki piosenkarz muzyki popowej oraz elektronicznej.

## Dyskografia
| Rok  | Tytuł      | Numer na liście przebojów |
| ---- | ---------- | ------------------------- |
| Rok  | Tytuł      | SWE                       |
| 2020 | "Klamydia" | 86                        |